# Història del Nepal
La història del Nepal s'estén des d'abans del segle xviii, quan el país encara no estava unificat, i la seva història seria la de diferents estats que hi havia a la regió. De manera general se centrava al voltant de la vall de Katmandú.

## Primeres dinasties
El Nepal té una història mil·lenària. Deixant a banda les llegendàries històries, amb reis procedents de Gaur a Bengala i de Kanchi (Conjeeveram), que van regnar alternativament amb déus i dimonis, la primera dinastia esmentada és una d'ahirs (anomenada dinastia gopal) que haurien vingut del Gujarat i va tenir 8 reis (suposadament va regnar més de mig mil·lenni), seguida d'una altra també d'ahirs de l'Hindustan, amb tres reis (tradicionalment van governar 111 anys). Aquestos 11 reis foren:
1. Bhuktaman
2. Jaya Gupta
3. Param Gupta
4. Bhim Gupta I
5. Bhim Gupta II
6. Mani Gupta
7. Bihsnu Gupta
8. Yakchhya Gupta
9. Mul Singh
10. Jay Singh
11. Bhuwan Singh (Bhuban Shima)

## Dinastia Kirata
Aquests ahirs o abhirs foren derrocats pels kirates (dinastia kirata) vinguts de l'est, dels quals hi va haver 29 reis que van regnar vers 900 o 800 aC fins al 200 o 300 dC:
1. Yalambar
2. Pari
3. Skandhar
4. Balamba
5. Hriti
6. Humati
7. Jitedasti
8. Galinja
9. Oysgja
10. Suyarma
11. Papa
12. Bunka
13. Swawnanda
14. Sthunko
15. Jinghri
16. Nane
17. Luka
18. Thor
19. Thoko
20. Verma
21. Guja
22. Pushkar
23. Keshu
24. Suja
25. Sansa
26. Gunam
27. Khimbu
28. Paruka
29. Gasti

El setè rei kirata va morir mentre ajudava els pandaves durant la gran guerra esmentada al Mahabharata i en aquest temps va visitar el país Sidartha Gautama, Buda (segle v aC) i va predicar amb els seus deixebles però els kirates no van adoptar la religió encara que el van respectar. Durant el regne del 14è rei, Aśoka va visitar Nepal i la seva filla Charumati es va casar amb un príncep local kxatriya anomenat Devpal, que va fundar Deva Patan. Vers el 260 aC una part del sud del Nepal havia caigut a les mans dels mauryes, però Aśoka hauria visitat territoris fora del seu control, en concret Lumbini, el lloc de naixement de Buda, i hauria erigit quatre stupes a la vall de Katmandú.
Durant el regnat del 15è rei va predicar el jainisme el seu fundador Mahavir o Mahavira. Durant el 28è regnat, un rei kxatriya sombanshi (o somavansi) va atacar la regió des de l'oest diverses vegades i encara que fou rebutjat, Paruka va haver de traslladar la seva seu de Shankhamul a Gokarna on va construir un palau reial anomenat "Patuka" del qual encara queda el munt de ruïnes.
El darrer rei Gasti fou derrotat pel rei somavansi kxatriya Nimisha. Els kirates es van establir a les muntanyes de l'est del Nepal i van formar diversos petits principats a tres regions: Wallokirat (a l'est de Katmandú), Majkirat (a l'est de l'anterior) i Pallokirat encara més a l'est. El poble dels kirats està format pels seus descendents.

## Licchavis
Segons la crònica el quart descendent de Nimisha va conquerir gran part de l'Índia i com que no va tenir cap fill va adoptar Suryavansi. Durant el regnat del 18è rei el reformador hinduista Sankaracharya va visitar el Nepal. El 31è rei va donar la seva filla en matrimoni a Ansu Varman, un thakur que fou coronat segons les cròniques el 101 aC, però aquestes dades són impossibles i potser es podria identificar aquest rei amb el An-chu-fa-mo esmentat pel pelegrí Hiuen Tsiang, vers el 635. Inscripcions amb el nom d'Ansu Varman apareixen entre 635 i 649 o 650. Amb Siva Deva I haurien regit Nepal per compte d'Harsa Vardhana de Kanauj a la mort del qual Ansu Varman s'hauria fet independent. Seria aquest rei el que hauria deixat 7.000 soldats als xinesos per ajudar-los contra el ministre que havia usurpat el tron a Kanauj després de la mort d'Harsa.
No s'ha pogut establir que la dinastia dels licchavis tingués cap relació amb els licchavis que havien fundat una república al Bihar que va existir almenys des de vers el 500 aC fins vers el 300 aC. Si eren els mateixos es deurien haver desplaçat al Nepal al segle i però no apareixen per primer cop com a clan fins a una inscripció del 464. En aquest temps Nepal va caure sota influència de la dinastia gupta. Una altra teoria estableix el govern licchavi al Nepal vers el començament del segle ii, i haurien restat al poder fins després del 750 quan van entrar en decadència i van ser substituïts per dinasties locals després del 879 i finalment per la dinastia Malla.
Un successor d'Ansa Varman es va casar amb la filla d'un cap maukhari que era també neta del rei de Maghada i una dinastia de divuit reis hauria regnat aleshores, sent substituïda per una nova dinastia de cinc thakurs de Nayakot el darrer dels quals fou expulsat per un descendent col·lateral d'Ansur Varman fundant una línia de 12 reis, els dos darrers dels quals eren germans i un governava a Kantipur (Katmandú) i a Lalita Patan, i l'altre va fundar Bhatgaon. Foren derrotats per Nanya Deva procedent del Carnàtic que es va apoderar de tot el país. Segons la crònica això hauria passat el novè any de l'era del Nepal que fou fundada per Raghava Deva el 879. Nanya Deva va portar al Nepal els newars d'origen mongol, que van donar nom al país (Newar Newal, país dels newars, deformat al Nepal). D'aquesta crònica es podria extreure que la dinastia licchavi fou confrontada per una dinastia de thakurs que van estar en lluita amb una nova branca de licchavis. Les lluites i de la manca de poder central foren aprofitades finalment per l'establiment de la dinastia Malla al segle xiii. Nanya Deva podria ser el rei que apareix en un manuscrit com a regnant el 1097 i una inscripció referix que Nanya va ser derrotat per Vijayasena de Bengala avançat el segle xi. A la segona meitat del segle xi els chalukyes van dominar per un temps Nepal i van donar suport a l'hinduisme en comptes del budisme dominant.
1. Jayavarma (Jayadeva) segle ii
2. Varsavarma
3. Kuberavarma
4. Harivarma
5. Siddhivarma
6. Haridattavarma
7. Vasudattavarma (Vasuraja)
8. Sripativarma
9. Sivavrdhivarma
10. Vasantavarma
11. Supuspavarma
12. Visvadeva (Vrshadeva) vers 400
13. Sankaradeva vers 425
14. Dharmadeva vers 450
15. Manadeva I vers 464-505
16. Mahideva 505-506
17. Vasantadeva 506-532
18. Manudeva
19. Vamanadeva vers 538
20. Ramadeva vers 545
21. Amaradeva
22. Gunakamadeva
23. Ganadeva vers 560-565
24. Un rei no esmentat 565-567
25. Gangadeva 567-573

- - Bhaumagupta (regent?) 567-590 ? (de vagdes figura a les llistes com a rei)

1. Manadeva II vers 573-590
2. Sivadeva I 590-604
3. Amsuvarma 605-621
4. Uayadeva vers 621
5. Dhruvadeva 624-625
6. Un rei no esmentat vers 625-631
7. Bhimarjunadeva (Jisnugupta) 631-633
8. Visnugupta vers 633-640
9. Bhimarjunadeva 640-641
10. Un rei no esmentat ? 641-643
11. Narendradeva 643-679
12. Un rei no esmentat vers 679-694
13. Sivadeva II 694-705
14. Un rei no esmentat vers 705-713
15. Jayadeva II 713-733
16. Un rei no esmentat vers 733-748
17. Sankaradeva II 748-749
18. Manadeva III vers 756
19. Un o més reis no esmentats segle viii-IX
20. Baliraja (Balarjunadeva) vers 826
21. Baladeva vers 847
22. Manadeva IV vers 877
23. Raghavadeva vers 879
24. Jayadeva
25. Vikramadeva
26. Narendradeva I
27. Gunakamadeva I
28. Udayadeva
29. Nirbhayadeva vers 1008
30. Rudradeva I vers 1008-1015
31. Bhoja vers 1015
32. Lakshmikamadeva I vers 1015-1039
33. Jayakamadeva vers 1039-1046
34. Bhaskaradeva 1046-1059
35. Baladeva 1059-1064
36. Pradyumnakamadeva 1064- ?
37. Nagfarjunadeva ? -1068
38. Shankaradeva 1068-1080
39. Vamadeva 1080-1090
40. Harshadeva 1090-1118
41. Shivadeva 1118-1128
42. Indradeva 1128- ?
43. Manadeva vers 1135 ?
44. Narendradeva II ? -1146
45. Anandadeva 1146- ?
46. Rudradeva II ? -1176
47. Amritadeva 1176- ?
48. Ratnadeva vers 1180
49. Somesvaradeva ? -1187
50. Gunakamadeva II 1187-1193
51. Lakshmikamadeva II 1193-1196
52. Vijayakamadeva 1196-1201

## Malla
El sisè successor de Nanya Deva va ser destronat en un cop d'estat militar. Llavors un cap de l'oest, Mukunda Sena, va venir amb els khas i els magars i es va apoderar del país, però va haver d'evacuar-lo a causa de la pesta i tota la regió va quedar a l'anarquia. Petits senyors locals van governar el país durant molt de temps. Les dates inicials de la dinastia Malla són incertes però actualment es consideren com a probables les següents:

### Reis de la dinastia Malla
1. Ari Deva 1201 - 1216
2. Abhaya Malla 1216 - 1235
3. Ranasura 1216
4. Jayadeva Malla 1235 - 1258
5. Jayabhima Deva 1258 - 1271
6. Jayasimha Malla 1271 - 1274
7. Ananta Malla 1274 - 1310
8. Jayananada Deva 1310 - 1320
9. Jayari Malla 1320 - 1344
10. Jayarudra Malla 1320 - 1326
11. Jayaraja Deva 1347 - 1361
12. Jayarjuna Malla 1361 - 1382
13. Jayasthiti Malla 1382 - 1395
14. Jayajyotir Malla 1395 - 1428
15. Jayakiti Malla 1395 - 1403
16. Jayadharma Malla 1395 - 1408
17. Jayayakshya Malla 1428 - 1482

### Dinastia Malla a Kantipur
1. Ratna Malla 1482 - 1520
2. Surya Malla 1520 - 1530
3. Amara Malla 1530 - 1538
4. Narendra Malla 1538 - 1560
5. Mahendra Malla 1560 – 1574
6. Sadashiva Malla 1574 – 1583
7. Shivasimha Malla 1583 – 1620
8. Lakshminarasimha Malla 1620 - 1641
9. Pratapa Malla 1641 – 1674
10. Chakravartendra Malla 1669
11. Mahipatendra Malla 1670
12. Jayanripendra Malla 1674 – 1680
13. Parthivendra Malla 1680 – 1687
14. Bhupalendra Malla 1687 – 1700
15. Bhaskara Malla 1700 – 1714
16. Mahendrasimha Malla 1714 – 1722
17. Jagajjaya Malla 1722 – 1736
18. Jayaprakash Malla 1736 – 1746, 1750 – 1768
19. Jyoti Prakash Malla 1746 – 1750

### Dinastia Malla a Lalitpur
1. Purandara Simha c.1580 - 1600
2. Harihara Simha c.1600 - 1609
3. Shiva Simha (rei de Kantipur) 1609 - 1620
4. Siddhi Narasimha 1620 - 1661
5. Srinivasa Malla 1661 - 1685
6. Yoga Narendra Malla 1685 – 1705
7. Loka Prakash Malla 1705 – 1706
8. Indra Malla (Purandara Malla) 1706 – 1709
9. Vira Narasimha Malla 1709
10. Vira Mahindra Malla 1709 – 1715
11. Riddhi Narasimha 1715 – 1717
12. Mahindra Simha (rei de Kantipur) 1717 – 1722
13. Yoga Prakash Malla 1722 – 1729
14. Vishnu Malla 1729 – 1745
15. Rajya Prakash Malla 1745 – 1758
16. Vishvajit Malla 1758 – 1760
17. Jaya Prakash Malla (rei de Kantipur) 1760 – 1761, 1763 – 1764
18. Ranajit Malla (rei de Bhaktapur) 1762 – 1763
19. Dala Mardan Shah 1764 – 1765
20. Tej Narasimha Malla 1765 – 1768

### Dinastia Malla de Bhaktapur
1. Raya Malla 1482 - 1519
2. Prana Malla 1519 - 1547
3. Vishva Malla 1547 - 1560
4. Trailokya Malla 1560 – 1613
5. Jagajjyoti Malla 1613 – 1637
6. Naresha Malla 1637 – 1644
7. Jagat Prakasha Malla 1644 – 1673
8. Jitamitra Malla 1673 – 1696
9. Bhupatindra Malla 1696 – 1722
10. Ranajit Malla 1722 – 1769

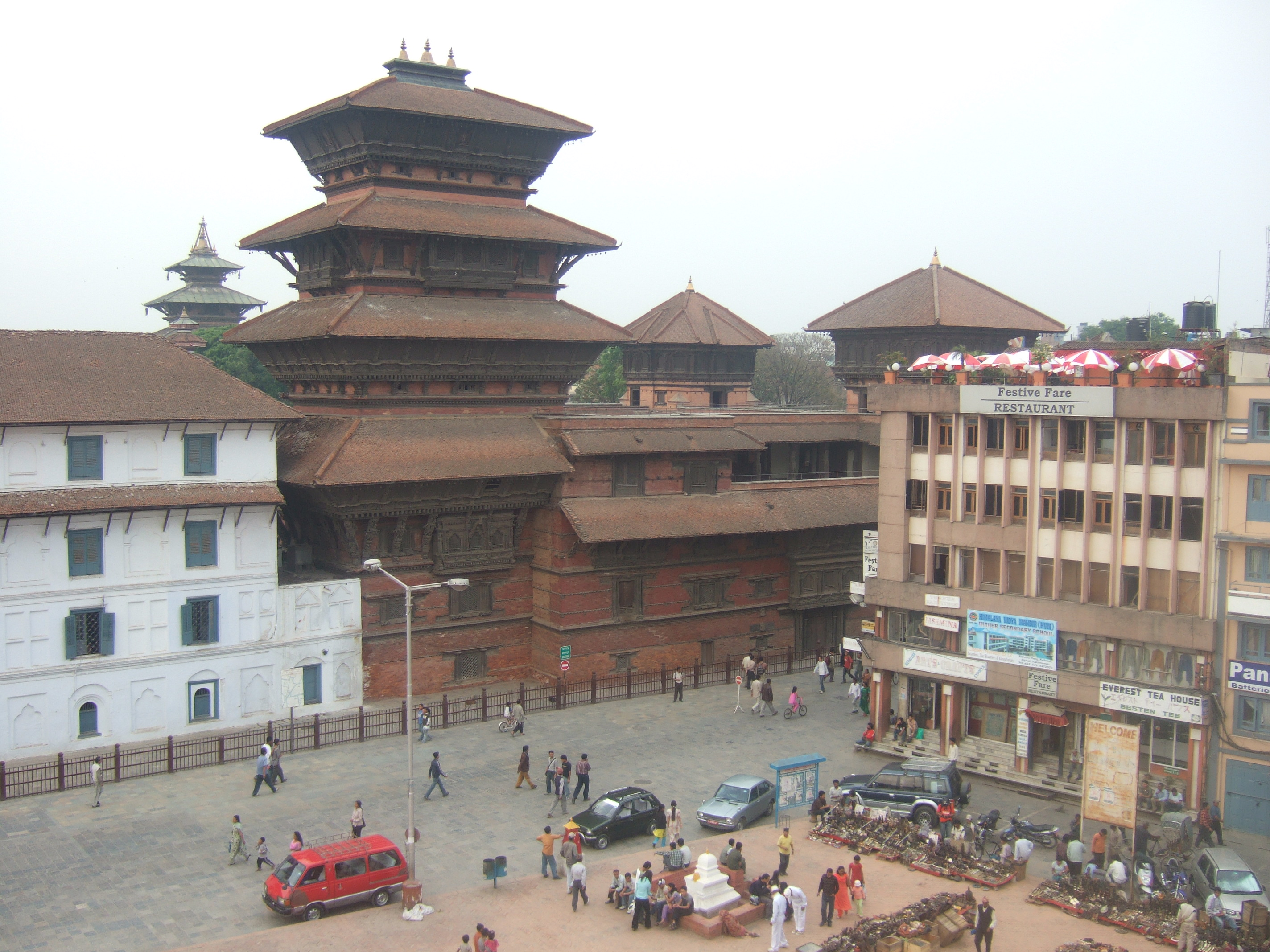
Palau reial de Kantipur (Katmandú)

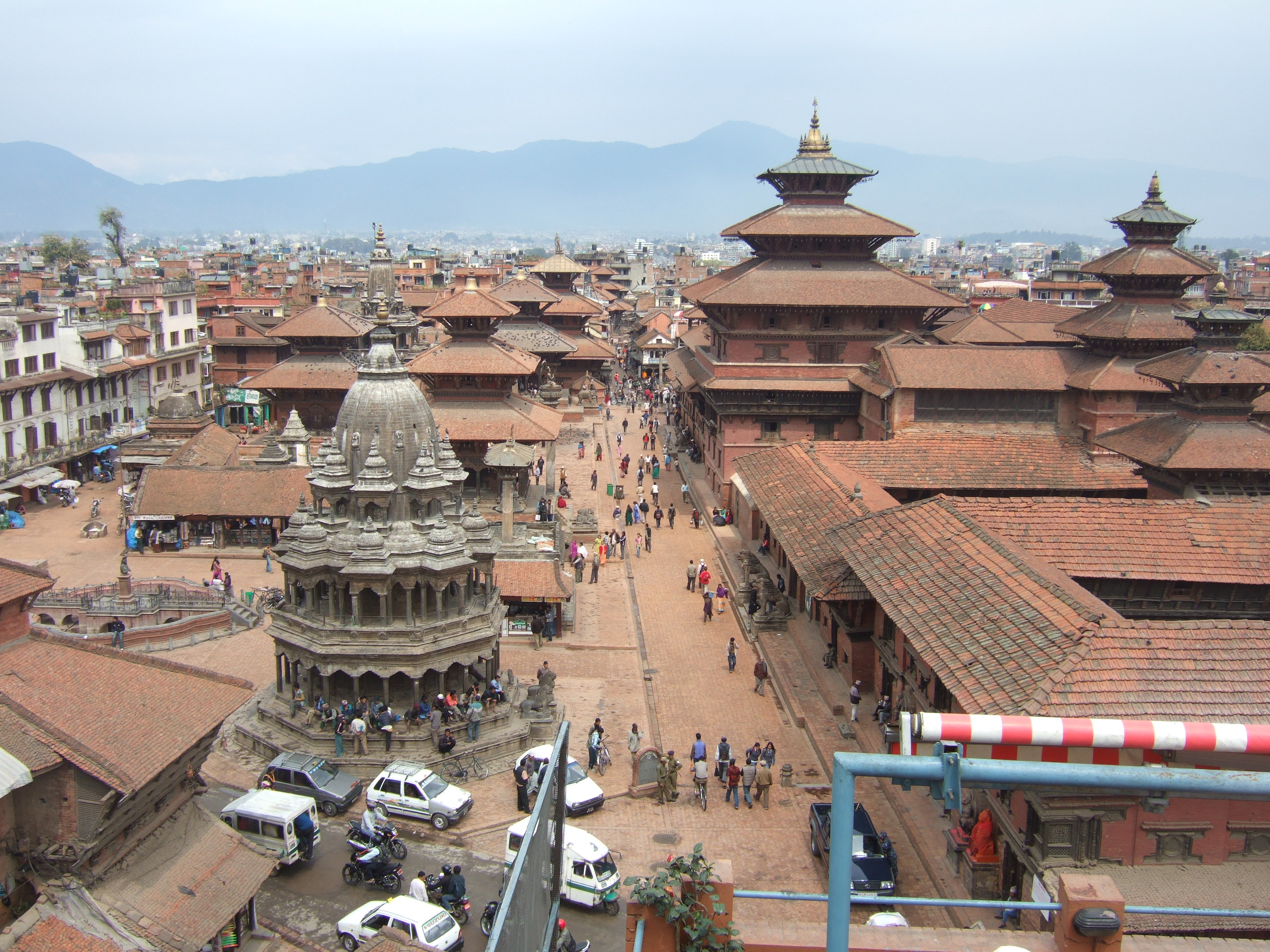
Palau reial a Lalitpur (Patan)

Al segle xiii van començar els atacs del khas des de l'oest. El 1324 Hari Singh Deva, un suryavansi expulsat d'Ayodhya pels musulmans, es va establir al Terai a Simraun, i va conquerir la vall del Nepal, però si hi va arribar a establir la seva autoritat, aquesta fou efímera. Dels reis malla no se'n sap gran cosa fora dels noms i possibles dates: Ananta Malla (1274 - 1310) va tenir com a successor al seu fill Jayananda Deva (1310 - 1320). El fill d'aquest fou Jayaraja Deva (1347 - 1361) durant el regnat del qual Shams al-Din Ilyas Shah de Bengala va envair Nepal. A Jayaraja Deva el va succeir el seu fill Jayarjuna Malla (1361 - 1382) enderrocat per Jayasthiti Malla el 1382. Jayashtiti Malla (1382- 1395) fou patró de la literatura i gran constructor de temples i legislador i va reformar la llei criminal i altres aspectes de la vida establint castes a la societat newar, determinant fins i tot els vestits, i va disminuir els poders dels caps feudals. Va ser el rei més capacitat de la nissaga encara que avui dia el sistema de castes introduït per ell és considerat com a perjudicial per al Nepal. Els seus tres fills van governar junts fins que el fill petit Jayajyotir Malla va quedar sol. A la seva mort el va succeir el seu fill Jayayakshya Malla o Yakshya Malla (1428-1482). Des de vers 1482 es van formar tres regnes pels seus tres fills (Bhatgaon o Bhaktapur, Katmandu o Kantipur, i Banepa o Banikapur).
Ratnamalla, el primer de Kantipur o Katmandu va sotmetre a petits senyors locals i als bhòties del Tibet i va establir una nova moneda de la que no s'ha conservat cap exemplar. Durant el seu regnat hi va haver un atac musulmà. Un altre rei hauria visitat Delhi i obtingut permís per encunyar moneda de plata que es va utilitzar fins al segle xx. La branca de Banepa no va durar gaire més d'un segle i es va extingir passant a Bhatgaon o Bhaktapur. Al final del segle xvi o començament del segle xvii el territori de Kantipur es va dividir entre dos fills del rei, un que va governar a Kantipur i un altre a Lalitpur o Lalita Patan. La cronologia ja està en aquest temps establerta per monedes, cròniques i inscripcions, encara que les referències són quasi totes de fundacions de temples o donacions. Cap al final del segle xvii una plaga va afectar durant dos anys el país i la mortaldat diària era de trenta o quaranta persones.
A la resta del país va haver-hi principats petits, com els principats magars, el dels kirats o el de Limbuwan.

## Nepal modern

### Establiment del poder gurkha
Durant el segle xviii el regnes newars de Bhatgaon (Bharakpur), Katmandú i Patan van estar sovint en lluita. Durant una d'aquestes lluites, Ranajit Malla de Bharakpur va demanar ajut a Prithivi Narayan Shah, fill de Nara Bhupal Shah, príncep dels gurkhes (de nom local gorkha), aliança de diverses tribus que governava sobre les muntanyes a l'oest de la vall de Katmandú. La tradició feia als gurkhes un grup procedent de Rajputana d'on haurien fugit al segle xiv després de la conquesta de Chitor per Ala al-Din Muhammad Shah I Khalji (1296-1316) i després de passar per les muntanyes Kumaon s'haurien establert a Palpa, des d'on van estendre els seus dominis. Prithwi Narayan va acceptar la petició d'ajut. Aviat Ranajit Malla es va adonar de l'error i va acordar la pau amb els reis veïns per resistir als gurkhes, però Prithwi Narayan va conquerir Kirttipur que pertania a Patan, i després va atacar al mateix rei de Patan a la seva capital Lalitpur Patan (1767). El rei Tej Narasimha Malla va demanar ajut als britànics. Aquestos van enviar el capità Kinloch amb una petita força durant la temporada de pluges, força inadequada per la finalitat perseguida i que a més a més fou atacada per malalties i fou finalment rebutjada quan entrava a la vall. Els gurkhes que havien anat contra la força britànica van tornar a la vall i van atacar Kantipur (Katmandú) que fou ocupada (25 de setembre de 1768). Llavors es va dirigir contra Patan, que també van ocupar (octubre de 1768) i finalment contra Bhaktapur on entraven el 13 de novembre de 1769.

### Primers regnats gurkhes
Prithwi Narayan va morir només sis anys després, l'11 de gener de 1775. Va deixar dos fills, Singh Partab o Pratab i Bahadur Sah, i el primer fou el successor (Pratap Singh Shah 1775-1777), però va morir el 17 de novembre de 1777 i va deixar només un fill legítim, Rana Bahadur Shah, encara infant. Va assolir la regència la raní Rajendra Lakshmi, però l'oncle Bahadur Shah, que havia estat a l'exili a Bettiah, va tornar al país i va esdevenir regent el 2 de setembre de 1778. Però tenia l'oposició de la raní i mare del jove rei. Durant uns anys hi va haver lluita entre els dos partits, i la sort va afavorir alternativament als uns i als altres. La raní va tornar a la regència el 20 de juny de 1779 i la va ocupar fins a la seva mort el 13 de juliol de 1785. Bahadur Shah havia fugit a l'exili a l'Índia però va tornar i va esdevenir regent per segona vegada, càrrec que va ocupar fins al 6 de juny de 1794; durant la seva administració va annexionar diversos petits principats i va arribar fins a Caixmir i Bhutan per l'oest i l'est, fins al Tibet pel nord i fins al Terai pel sud.
En direcció al Tibet van arribar a Digarchi on van saquejar els temples i van fer un gran botí. L'emperador de la Xina, com a protector dels lames tibetans, va enviar un exèrcit de setanta mil homes contra els gurkhes. Aquestos foren derrotats a algunes batalles i els xinesos van avançar fins Nayakot, a uns 40 km de Katmandú. Els britànics no van tenir cap més contacte amb els gurkhes fins al temps de Lord Cornwallis quan el maig de 1792 va signar un tractat comercial a través de Jonathan Duncan, resident a Benarés, acord amb el qual els gurkhes esperaven treure profit per a la seva guerra contra la Xina. Durant la negociació del tractat el regent va demanar ajut militar als britànics. Lord Cornwallis va oferir una mediació i va enviar una missió dirigida pel coronel Kirkpatrick que va arribar a Nayakot els primers mesos de 1792, però quan va arribar ja s'havia acordat la pau per la qual el sobirà del Nepal reconeixia la sobirania xinesa i el botí fet a Digarchi era retornat. Kirkpatrick fou el primer oficial britànic que va entrar a la vall. Com que la seva tasca ja no era necessària va rebre instruccions de millorar els termes del tractat comercial però els gurkhes no es van mostrar ara interessats. El març de 1793 Kirkpatrick sortia del Nepal.
El 6 de juny de 1794 Rana Bahadur Sah va destituir al seu oncle de la regència i va assolir personalment el poder. El rei va ser un tirà que va cometre tota mena d'actes injustos. La seva conducta fou tan intolerable que el 23 de març de 1799 un noble anomenat Damodar Tande, amb el suport d'uns altres caps, el va obligar a abdicar a favor del seu fill il·legítim Grivan Yuddha Bikram Shah Deva, un infant, i la raní Rajeshwari Devi va esdevenir regent. El rei se'n va anar a l'exili a Benarés; on el capità Knox va ser nomenat com el seu agent polític personal amb la intenció a la llarga de renovar els tractes amb el Nepal, especialment tenint en compte que el tractat de 1792 havia esdevingut lletra morta. A més hi havia bandits a la frontera que s'havien refugiat al Nepal, i els britànics els volien anul·lar.
L'abril del 1800 la regència va passar a la raní Subarna Prabha Devi i Rajeshwari es va anar a reunir amb el seu marit a Benarés. El 1801 es va signar un tractat entre el govern britànic a l'Índia i Nepal que establia que un resident britànic aniria a Katmandu, i va ser nomenat per al càrrec el capità Knox que va arribar a la capital nepalesa l'abril del 1802. Just després de signar uns acords per fer efectius els anteriors, la raní Rajeshwari Devi va tornar sobtadament i va derrocar la regència agafant un altre cop les regnes del poder. El nou govern no va voler complir els acords amb els britànics: l'hostilitat manifestada va obligar el capità Knox a sortir de Katmandú el març del 1803. El gener de 1804 Lord Cornwallis va donar per liquidada l'aliança amb el Nepal i va permetre a Rana Bahadur Shah tornar al país. Rana Bahadur amb el suport d'uns quants nobles va matar el cap del partit oposat i va agafar el poder amb títol de regent (1804) que va conservar fins que va morir per una baralla amb el seu germà el 25 d'abril de 1806. El poder efectiu va passar a Bhim Sena Thappa, un jove ambiciós que havia acompanyat al rei a l'exili que va designar a la raní Lalit Tripura Sundari, que era l'esposa (vídua) principal de Rana Bahadur, com a regent.

### Guerra Anglogurkha
Del 1804 al 1812 els incidents fronterers entre el Nepal i els britànics foren constants, i els gurkhes no van poder eliminar els bandits de la frontera quan buscaven refugi a l'altre costat. Finalment es van nomenar comissionats per delimitar la frontera i investigar la situació per arranjar tots els problemes. El resultat de la investigació va demostrar que els incidents eren responsabilitat dels nepalesos (1813) i un destacament de regulars va prendre possessió de les zones en disputa. Però quan el destacament es va retirar durant la temporada de pluges (1814), les estacions de policia foren atacades per grups de nepalesos i la Companyia Britànica de les Índies Orientals va declarar la guerra (novembre de 1814).
La invasió dels territoris gurkhes va començar per l'oest, darrer del Jumna i prop del Sutlej; els atacs als forts gurkhes protegits per empalisades o situats a alçades estratègiques, foren rebutjats repetidament. La resistència més forta va ser a Kalanga prop de Dehra, on el general Gillespie va morir mentre encoratjava als seus homes. El 1815 Sir David Ochterlony va agafar el comandament. Finalment, amb una sèrie d'operacions els gurkhes van ser expulsats de les muntanyes de Malaun i el seu nou comandant Amar Singh i el seu fill van haver de capitular i es va autoritzar la seva retirada del territori a l'oest del Kali (1815). També a Kumaon els britànics van expulsar els gurkhes (1815) i a causa d'aquestos èxits es va signar una treva el novembre de 1815 i una pau provisional a Sugauli el 2 de desembre de 1815.
Però com que el rajà no va signar el tractat aquest no va ser efectiu i els britànics van decidir reprendre la guerra i atacar la capital nepalesa. Les preparacions a gran escala es van iniciar immediatament i un exèrcit es va concentrar a Saran, amb 13.000 regulars, dels quals tres mil eren europeus, i un gran nombre d'irregulars. A finals de gener del 1816 l'exèrcit va avançar des de Bettiah cap a Katmandú, un terreny molt difícil que els obligava a avançar per llits secs de rius i torrents i per la vora de penya-segats. Els gurkhes a més feien una ferotge resistència, malgrat que van ser derrotats a uns quants xocs. Al final els britànics van arribar a un punt a tres dies de distància de la capital. Veient que tota resistència era inútil i que si els britànics avançaven més conqueririen el país, els nepalesos van enviar un ambaixador al campament britànic demanant la pau. El 14 de març de 1816 el tractat de Sugauli del 1815 va ser ratificat pel rajà. Per aquest tractat el Nepal renunciava a tota reclamació sobre els territoris en disputa, perdia Sikkim (el rei del qual donava suport als britànics) i el Terai, i cedia totes les seves conquestes a l'oest del Kali, incloent Kumaon, Garhwal, Dehra Dun, Almora, Kangra i Simla (l'estat d'Himachal Pradesh). Això suposava un terç del seu territori si bé part del Terai li va ser tornat per una revisió del tractat el mateix 1816. El representant britànic al Nepal, el primer dels quals fou Edward Garner, va ser el primer occidental autoritzat a viure al regne, tenia la residència al nord de Katmandú, a Lazimpat.

## Final de la dinastia shah
El 20 de novembre del 1816 moria de verola el jove rei Grivan Yuddha Bikram Shah Deva, de 21 anys. El va succeir el seu fill infant Rajendra Bikram Shah, amb la mateixa raní regent. El poder efectiu el tenia encara el ministre Bhim Sen Thappa. La raní va morir el 6 d'abril de 1832. Per aquest temps Bikram Shah va tenir un fill que va morir sobtadament el 1837 i va córrer el rumor que havia estat enverinat per Bhim Sen. Les pressions sobre aquest foren molt fortes i va haver de renunciar i retirar-se, pujant al poder Rana Jang Pande breument, seguit de Ranga Nath Poudyal. El 1838 Puskar Shah va agafar la direcció dels afers però el 1839 va tornar Rana Jang Pande. L'ex ministre Bhim Sen es va haver de suïcidar i el seu nebot Madhabar o Matabar Singh Thappa va fugir al Panjab i va entrar al servei del govern de Lahore.
La facció de Rana va tenir el poder fins al 1840 quan es va imposar un altre cop Ranga Nath, per poc temps, assolint llavors el poder (novembre de 1840) Fateh Jang Chautaria que el va tenir tres anys. El 5 de gener de 1843 la raní Rajya Lakśmi Devi va agafar la regència. Les lluites internes foren constants i finalment es va haver de cridar a Madhabar Matabar Singh Thappa que va agafar les regnes del poder el 28 de novembre de 1843.
El 17 de maig de 1845 fou assassinat pel seu nebot Jang Bahadur, instigat per la raní Rajya i va ser nomenat per aquesta, en recompensa, com a comandant de l'exèrcit mentre Guggan Singh era nomenat ministre. Aquest va ser assassinat el setembre de 1845 i Fateh Jang Chautaria va tornar al poder. Però la raní demanava revenja i volia posar al seu fill al tron. Jang Bahadur va convocar una assemblea de nobles i de caps al palau per investigar el crim i castigar-ne als culpables. El conflicte va acabar amb la coneguda com a massacre de Khot, que es diu que va ser la inspiració de la matança de la família reial el 2001 quan 150 nobles (sardars) van morir per ordre de Jang Bahadur (14 de setembre de 1846). La raní va nomenar llavors a Jang Bahadur com a ministre (15 de setembre). Però al cap d'un mes la raní va conspirar per desfer-se del nou ministre. Jang Bahadur va actuar de pressa, va fer agafar tots els implicats i els va decapitar i la raní va ser desterrada (novembre) acusada de la matança de Khot, amb els seus fills. Com que el rajà Rajendra Bikram Shah va acompanyar la seva mare, el 12 de maig de 1847 el seu fill i hereu Surendra Bir Bikram Shah, va ser proclamat rei, però sense poder efectiu.

## Dinastia Rana
Aleshores, la nissaga Rana es convertí en primers ministres hereditaris, amb un poder molt centralitzat, relegant al rei a un paper representatiu i aplicant una política aïllacionista que va mantenir el país fora de les guerres colonials i lliure de les influències estrangeres, però que al mateix temps en va impedir el desenvolupament econòmic.
Jang Bahadur fou un governant fort, intel·ligent i just. Eliminats tots els partits que se li oposaven va exercir el poder més absolut; va establir una oligarquia militar que controlava fermament el poder; exercia com a primer ministre i comandant en cap de l'exèrcit i tots els comandaments militars estaven en mans de la seva família de manera hereditària. Envers els britànics fou un bon amic. El 1850 va visitar Europa i l'amistat es va reforçar. El fet que Jang Bahadur pogués viatjar (acompanyat a més per dos germans i diversos homes influents del país) mostrava la consolidació del seu poder pocs anys després de la seva pujada al poder. Fou el primer governant natiu del subcontinent indi que va visitar la Gran Bretanya. Jang va formar el Kaushal Adda format per 200 representants, encarregat de codificar les lleis del país, i que va culminar el 6 de gener de 1854 en el Mulki Ain. El 1854 va esclatar un conflicte amb el Tibet que va acabar amb una expedició militar nepalesa (1855) i un tractat de pau que fixava un tribut del dalai lama al rei del Nepal de deu mil rúpies, ampliava els intercanvis comercials i un representant nepalès s'establia a Lhasa. L'1 d'agost de 1856 Jang Bahadur Kunwar va renunciar al poder i va rebre el títol hereditari de maharajà de Lambang i Kaski (hereditari pels descendents), els càrrecs hereditaris de primer ministre i comandant en cap de l'exèrcit (hereditaris per germans, fills i nebots) i el nom hereditari de Rana (en endavant Jang Bahadur Rana, 6 d'agost) pels membres mascles de la família.
Va ocupar el càrrec el general (rang de kaji) Bam Bahadur Kunwar Rana, que ja havia exercit com a primer ministre interí durant la visita del raja a Europa (1850-8151) i havia dirigit l'expedició al Tibet el 1855-1856. Va exercir fins que va morir el 25 de maig de 1857 i després d'una breu interinitat del germà del difunt, general Krishna Bahadur Kunwar Rana, Jang Bahadur Rana va retornar al poder el 28 de juny de 1857. Va rebre el tractament de Sa Altesa i salutació personal de 19 canonades.
El 1857, contra l'opinió de molts notables, Jang Bahadur va donar suport als britànics als quals va oferir assistència, oferta que no fou acceptada fins que Delhi va ser ocupada i Lucknow assetjada. El juliol i agost quatre mil soldats van sortir del Nepal cap a la plana i el desembre el mateix Jang Bahadur va marxar al front de vuit mil homes i va participar en la reconquesta de Gorakhpur i Lucknow (ocupada pels rebels el novembre de 1857), i en posteriors operacions contra els rebels al Terai o Tarai. Les tropes nepaleses foren pagades pels britànics i els ferits i els parents del morts van rebre generoses donacions. El 1860 es va signar un tractat que retornava alguns territoris al Terai al Nepal. El 19 d'abril de 1872 Jang Bahadur va rebre el títol de T’ung-ling-ping-ma-Kuo-Kang-wang d'un enviat especial de l'emperadora xinès. El 1874 fou nomenat cavaller de l'orde de l'estrella de l'Índia.
Jang Bahadur va morir el 25 de febrer de 1877 al seu camp de cacera a Pathargat a la riba del riu Baghmati. Havia designat successor al seu germà (el més gran dels que encara vivien) Ranudip Singh, i de germà en germà fins a la mort del darrer, quan el càrrec passaria al seu fill gran Jagat Jang.
El 17 de maig de 1881 va morir el rei Surendra Bir Bikram Shah, i el va succeir el seu fill Prithvi Bir Bikram Shah, que tenia sis anys. La rani Lalita Rajya Lakshmi Devi fou desiganda regent càrrec que va exercir fins al 8 d'agost de 1893. El gener de 1882 hi va haver un intent de cop d'estat contra el primer ministre i el seu germa Dhir Shamsher (comandant en cap de l'exèrcit, mort després el 1884), dirigit entre d'altres pel general Bambir Bikram Bahadur Kunwar Rana (fill de l'ex-primer ministre Bam Bahadur Kunwar Rana) i el fill de Jang Bahadur Rana, Jagat Jang Rana Bahadur; aquest fou exclòs de la successió i tots dos es va haver d'exiliar a Ootacamund. Jagat Jang fou perdonat el 1884 i va poder retornar a Katmandú i recuperar els drets successoris, però això va provocar l'oposició dels fills de Dhir Shamsher, mort poc abans. El 22 de novembre de 1885 un cop d'estat instigat pels fills de Dhir Shamsher va enderrocar Ranudip Singh. Aquest i Jagat Jang (i el seu fill gran), entre d'altres, foren decapitats, i el fill gran, Bir Shamsher Jang Bahadur Rana, va assolir el poder com a primer ministre.
Sota el seu govern el regne va gaudir de pau i certa prosperitat. Va introduir l'aigua corrent a Katmandú i Bhatapur (Bhatgaon), un sistema de drenatge, va fer hospitals i escoles i altres millores. Es va construir un gran palau copiat del Government House de Calcuta. Els seus germans i altres dirigents també van construir edificis notables. Va conservar les bones relacions amb la Gran Bretanya i fou conciliador amb qüestions com delimitacions de frontera o activitat transfronterera de grups de bandits; va facilitar el reclutament de gurkhes pel servei dels britànics. Va morir el 5 de març de 1901 i el va succeir el seu fill Deva Shamsher Jang Bahadur Rana.
El nou rana va ordenar l'emancipació de totes les dones esclaves a Katmandú, Lambjang i Kaski (4 de maig de 1901); va inaugurar un gran consell per discutir els objectius nacionals i redreçar les queixes del poble (17 de maig) i va intentar reformar el sistema polític i administratiu, estendre l'educació, crear un primer diari i un cinema. Aquestes mesures van trobar l'oposició de la classe dirigent i fou deposat el 27 de juny de 1901 i desterrat a Dhankuta (més tard se'l va deixar marxar a Darjeeling i finalment es va establir a Mussoorie, i va morir a Benarés el 20 de febrer de 1914). El va succeir el seu oncle el general Chandra Shamsher Jang Bahadur Rana (1863 - 1929) germà de Bir Shamsher Jang Bahadur Rana. L'11 de desembre de 1911 va morir el rei Prithivi Bir Bikram Shah Dev i el va succeir el seu fill Tribhuvan Bir Bikram Shah Dev sota regència de la rani Revati Raman Rajya Lakshmi Devi fins a la majoria. En les cerimònies, el 12 de desembre de 1911, el primer ministre va rebre salutació personal de 19 canonades. El 1920 va abolir el sati o suïcidi ritual de les vídues.
L'11 de desembre de 1923 el rana va signar el tractat d'amistat amb la Gran Bretanya (ratificat pel rei d'Anglaterra l'11 de desembre de 1923) pel qual la potència europea reconeixia la independència del Nepal. El 1924 el primer ministre va abolir l'esclavatge i va ser nomenat comandant en cap de l'exèrcit i mariscal honorari de l'exèrcit xinès; també fou nomenat gran mestre de la molt refulgent orde de l'estrella del Nepal.
Va morir a Katmandú el 26 de novembre de 1929 i el va succeir el seu germà, general Bhim Shamsher Jang Bahadur Rana, cavaller de diverses ordes, tant com a primer ministre com a comandant en cap i maharajà de Lambjang and Kaski, que va introduir algunes reformes com una festa un dia a la setmana, una reforma agraria, abolició d'algunes taxes, abolició de la pena de mort; va estendre l'aigua corrent per l'est del Nepal i va construir diversos hospitals. Va morir a Katmandú l'1 de setembre de 1932 i el va succeir el seu germà, el general Juddha Shamsher Jang Bahadur Rana.
Va abdicar dels seus càrrecs i com a maharajà de Lambjang i Kaski el 29 de novembre de 1945 i es va retirar a l'Índia, vivint a Dehra Dun on va morir el 20 de novembre de 1952. Va tenir com a successor el seu nebot el general Padma Shamsher Jang Bahadur Rana, fill de Bhim Shamsher Jang Bahadur Rana, cavaller de diverses ordes, i que havia exercit nombrosos alts càrrecs al govern i a l'exèrcit.
El 14 d'abril de 1948 va promulgar la Governament of Nepal Act, que va establir una legislatura bicameral i un gabinet de ministres i va abdicar a favor del seu nebot Mohan Shamsher Jang Bahadur Rana el 30 d'abril de 1948. Després va viure retirat a l'Índia on va morir a Calcuta l'11 d'abril de 1961.
Mohan Shamsher Jang Bahadur Rana (1885 - 1967) era fill de Chandra Shamsher Jang Bahadur Rana, i era també un general que havia exercit diversos càrrecs a l'exèrcit. El 7 de novembre de 1950 el rei Tribhuvan Bir Bikram Shah Dev va fugir a l'Índia i un net, Gyanendra Bir Bikram Shah Dev, de 4 anys, fou nomenat rei. El rei va tornar de l'Índia amb ajut de Jawaharlal Nehru el 7 de gener de 1951, va recuperar la corona, i el 17 de febrer següent el primer ministre va haver d'abdicar tots els seus càrrecs i encara que fou nomenat primer ministre del gabinet reformat i ministre d'afers exteriors, el 16 de novembre de 1951 el rei va nomenar un primer ministre fora de la família rana: Matrika Prasad Koirala, del Partit del Congrés del Nepal, que tenia el suport de l'Índia; Mohan se'n va anar a l'exili a l'Índia (14 de desembre de 1951) i va morir a Bangalore el 6 de gener de 1967.

## Darrers anys
Mort Tribhuvan Bir Bikram Shah Dev el 13 de març de 1955, el va succeir el seu fill Mahendra Bir Bikram Shah Dev. A començament de 1959, el rei Mahendra promulgà la nova constitució i s'organitzaren les primeres eleccions legislatives democràtiques. El Partit del Congrés del Nepal, socialista moderat, guanyà les eleccions per majoria i el seu cap de files Bishweshwar Prasad Koirala formà govern i es convertí en primer ministre.
Divuit mesos després, amb l'excusa que el sistema parlamentari havia fracassat, el rei Mahendra dissolgué el govern de Koirala i el parlament, i el 16 de desembre de 1962 promulgà una nova constitució que establia el sistema sense partits del panchayat (consells) que Mahendra considerava com una forma democràtica de govern més propera a les tradicions nepaleses. Com a estructura piramidal que partia dels pobles per arribar al Rastriya Panchayat (Parlament nacional), el sistema del panchayat instaurà una monarquia absoluta i va instal·lar al rei al front de l'estat amb una autoritat completa damunt totes les instàncies governamentals, inclosos el Consell de Ministres i el Parlament.
Mahendra va morir el 31 de gener de 1972 i el va succeir el seu fill Birendra Bir Bikram Shah Dev que va continuar amb el sistema panchayat fins que el 1989 el Jana Andolan (Moviment Popular) va forçar la monarquia a acceptar reformes constitucionals. Al maig de 1991, el Nepal va celebrar les primeres eleccions en 50 anys.
El 13 de febrer de 1996, el Partit Comunista del Nepal (Maoista) començà una revolta que portà a la Guerra Civil del Nepal, amb l'objectiu d'enderrocar la monarquia i convertir el Nepal en una república socialista no democràtica. Aquesta guerra no es donà per acabada fins al 21 de novembre de 2006. Hi van morir 12.700 persones aproximadament.
L'1 de juny de 2001, el fill de Birendra, Dipendra Bir Bikram Shah Dev, va matar suposadament tota la seva família incloent els seus pares i germans entre altres membres de la família; el motiu al·legat és que volia casar-se amb una noia però els seus pares no el deixaven. Molts pensaven que havia estat un pla de Gyanendra, germà de Birendra, per ser rei del Nepal. Dipendra es va suïcidar però va sobreviure tres dies (incapacitat) i fou rei nominal fins que va morir i llavors Gyanendra Bir Bikram Shah Dev fou proclamat rei (per segona vegada).
Davant l'hostilitat de la majoria de forces polítiques, el 4 d'octubre de 2002 el rei Gyanendra va proclamar la llei marcial i va dissoldre el govern. El rei desplegà l'exèrcit nepalès, perquè la guerrilla maoista ja controlava el 80% del territori. L'11 d'octubre de 2002 tornà a demanar la formació d'un govern, presidit pel monàrquic i conservador, Lokendra Bahadur Chand.
L'1 de febrer de 2005 el rei Gyanendra, tornà a proclamar la llei marcial i va redissoldre el govern, i exercí tot el poder executiu oficialment per combatre contra els maoistes. Els set partits parlamentaris (inclosos el maoistes), van organitzar un alçament massiu del poble contra el rei Gyanendra. La gent va sortir al carrer i va inundar de manifestacions demanant la renúncia del rei. En les concentracions moriren 21 persones. Finalment el 25 d'abril de 2006 el rei abolí la llei marcial i convocà als set partits per a elegir un nou primer ministre; aquest fou el socialdemòcrata Girija Prasad Koirala.

## República
El 18 de maig de 2006 el govern declarà el Nepal un estat secular. El 21 de novembre de 2006, gràcies a un acord amb els maoistes, es donà per acabada la guerra civil. L'1 d'abril de 2007, Girija Prasad Koirala fou reelegit pel primer ministre pel govern, aquest govern comptava amb la coalició de set partits i el Partit Comunista del Nepal (Maoista). El 23 d'agost de 2007 el govern nacionalitzà els palaus reials. El 18 de setembre de 2007 els maoistes sortiren del govern, perquè no se li concedien les promeses. El 24 de desembre de 2007 el govern anuncià que havia arribat a un segon acord amb els maoistes, per abolir la monarquia abans de les eleccions que es van celebrar el 10 d'abril de 2008. Aquestes eleccions donaren la victòria al Partit Comunista del Nepal (Maoista), amb una majoria simple de 220 diputats, el Partit del Congrés del Nepal n'obtingué 110 i el Partit Comunista del Nepal (Unificat-Marxista-Leninista), 103 diputats.
El 28 de maig, el parlament votà a favor de la república, i es destituí el rei Gyanendra en favor de Girija Prasad Koirala, que seria nou president de la república i primer ministre en funcions interines fins a la redacció d'una nova constitució.
El 23 de juliol el parlament votà a favor de la investidura de Ram Baran Yadav i Parmanand Jha com a president i vicepresident. El 15 d'agost l'exguerriller maoista Puxpa Kamal Dahal (àlies Pratxanda) prengué possessió del càrrec com a nou primer ministre.